# Chap Chap
Chap Chap (persiska: چُپ چُپ, چپ چپ, چِپچِپ) är en ort i Iran.   Den ligger i provinsen Zanjan, i den nordvästra delen av landet, 300 km väster om huvudstaden Teheran. Chap Chap ligger 1 319 meter över havet och antalet invånare är 677.
Terrängen runt Chap Chap är platt åt nordost, men åt sydväst är den kuperad. Runt Chap Chap är det ganska glesbefolkat, med 47 invånare per kvadratkilometer. Närmaste större samhälle är Gomeshābād, 3,4 km öster om Chap Chap. Trakten runt Chap Chap består i huvudsak av gräsmarker.